# Clare Sheridan
Pour les articles homonymes, voir Sheridan.
Clare Consuelo Sheridan, née le 9 septembre 1885 à Londres (Royaume-Uni) et morte le 31 mai 1970, est une sculptrice, journaliste et écrivain britannique, connue principalement pour sa création de bustes de personnalités et pour avoir rédigé des journaux racontant ses voyages à travers le monde.

## Biographie
Clare Sheridan est une cousine de Winston Churchill avec qui elle entretenait une relation amicale, jusqu'à ce que son soutien à la Révolution d'Octobre les amenent à se diviser politiquement en 1917.
Parmi son cercle d'amis figurent la princesse Marguerite de Suède, Lord et Lady Mountbatten, Lady Diana Cooper, Vita Sackville-West et Vivien Leigh.
Lors de son voyage en Amérique, Clare Sheridan a eu une liaison amoureuse avec Charlie Chaplin.